# Label Patrimoine du XXe siècle

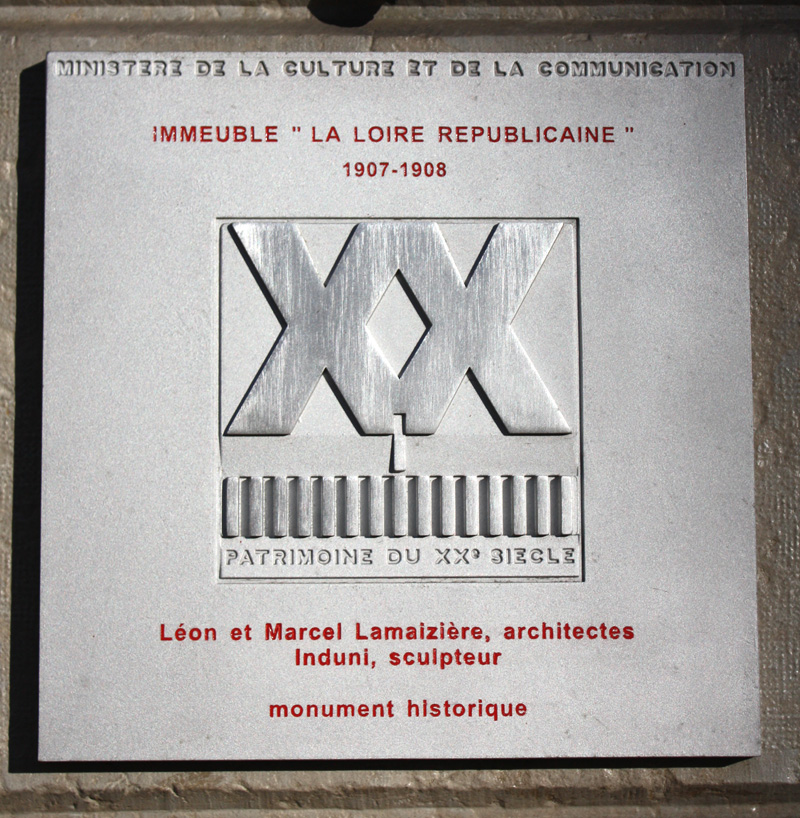
Logo des Label „Patrimoine du XXe siècle“ an einem Gebäude

Mit dem Label Patrimoine du XXe siècle (Kennzeichnung Kulturerbe des 20. Jahrhunderts) werden in Frankreich Kulturdenkmäler im Bereich Architektur und Städtebau des 20. Jahrhunderts gekennzeichnet.

## Geschichte
Die Kennzeichnung wurde 1999 geschaffen, um auf die am 9. September 1991 vom Ministerkomitee des Europarates verabschiedete Empfehlung Nr. R (91) 13 zu reagieren, in der die Staaten aufgefordert wurden, architektonisches Erbe des 20. Jahrhunderts zu schützen. Das Kennzeichen wurde durch ein Rundschreiben eingeführt, das am 18. Juni 1999 von der damaligen französischen Kultusministerin, Catherine Trautmann, unterzeichnet wurde. Mit zwei weiteren Rundschreiben vom 25. Oktober 1999 und vom 1. März 2001 wurde es ergänzt. Eine Arbeitsgruppe, die planen sollte, wie die Kennzeichnung umzusetzen sei, wurde gebildet. Das führte zu einer Liste von 400 Objekten.
Das erste Gebäude, das die Kennzeichnung erhielt, war das Kloster der Dominikaner in Lille. Die entsprechende Tafel wurde am 7. September 2000 von Michel Duffour, damals Staatssekretär für Kulturerbe und Dezentralisierung des Kulturerbes, am Tag des offenen Denkmals enthüllt. 2011 waren fast 2.300 Gebäude gekennzeichnet, zum 31. Dezember 2013 fast 2.800 und zum 31. Dezember 2014 fast 2.900, von denen ein Drittel nicht als Kulturdenkmäler eingestuft waren.
2016 wurde das Label aufgegeben und durch eine Kennzeichnung als Architecture contemporaine remarquable (Bemerkenswerte zeitgenössische Architektur) ersetzt, deren Funktion sich erheblich von der des Label „Patrimoine du XXe siècle“ unterscheidet.

## Funktion

### Verfahren
Die zu kennzeichnenden Objekte entnahm der örtlich zuständige Präfekten aus einer Vorschlagsliste, die zuvor von einer regionalen Arbeitsgruppe erstellt und vom regionalen Denkmalrat geprüft wurde. Als Kulturdenkmäler eingestufte Objekte waren automatisch auch qualifiziert, das Label „Patrimoine du XXe siècle“ zu erhalten.

### Rechtliche Wirkung
Im Gegensatz zur Einstufung als Kulturdenkmal hatte die Verleihung des Labels keine rechtlichen Konsequenzen. Das Objekt stand nicht unter Denkmalschutz, es wird lediglich durch verschiedene Werbemaßnahmen, wie das Anbringen einer Informationstafel am Gebäude, Publikationen, Ausstellungen oder die Aufnahme in die Base Mérimée, hervorgehoben. Die Verleihung zielt darauf ab, Entscheidungsträger, Öffentlichkeit und Nutzer auf das Objekt aufmerksam zu machen und ein kollektives Bewusstsein für dessen Wert zu schaffen, um Pflege und Erhalt sowie den Tourismus zu fördern.

## Listen
- Gesamtliste der Objekte, die das Label „Patrimoine du XXe siècle“ tragen
- Regional untergliederte Gesamtliste der Objekte, die das Label „Patrimoine du XXe siècle“ tragen